# Топонимия Колумбии

Административное деление Колумбии

Топонимия Колумбии — совокупность географических названий, включающая наименования природных и культурных объектов на территории Колумбии. Структура и состав топонимии обусловлены такими факторами, как состав населения, история освоения и географическое положение.

## Название страны
Название страны происходит от имени известного путешественника-мореплавателя, Христофора Колумба, который открыл Америку для европейцев. Его использовал венесуэльский революционер, борец за независимость Южной Америки, Франсиско де Миранда, по отношению ко всему Новому Свету, но особенно землям под властью Испании и Португалии. После название было предложено Симоном Боливаром в «Письме с Ямайки» (исп. Carta de Jamaica). Оно было принято при образовании федеративной Республики Колумбия в 1819 году, в которую входили территории вице-королевства Новой Гранады (территории современных Колумбии, Панамы, Венесуэлы, Эквадора и северо-запад Бразилии). Однако впоследствии после отделения Эквадора и Венесуэлы страна стала называться «Новой Гранадой». С 1858 года страна стала называться «Гранадская Конфедерация», с 1863 года — «Соединённые Штаты Колумбии». С 1886 года устоялось нынешнее название — Республика Колумбия. Оно оспаривалось правительствами Эквадора и Венесуэлы, так как посягало на общее наследие этих стран, но на данный момент эти споры приостановлены. Происхождение названия страны отражено в гимне республики.
Официальное название страны — Республика Колумбия (исп. República de Colombia [reˈpuβlika ðe koˈlombja]).

## Формирование и состав топонимии
Согласно оценке В. А. Жучкевича, в Колумбии, как и в Латинской Америке в целом, мы повсеместно встречаем два пласта наименований — коренные и европейские, последние составляют около половины топонимов. При этом европейская (главным образом испаноязычная) топонимия сравнительно молода, вследствие чего бо́льшая часть названий легко раскрывается и воспринимается.

## Топонимическая политика
Колумбия не имеет специального общенационального органа, ведающего топонимической политикой.